# Edison Giménez
Mario Edison Giménez (Pedro Juan Caballero, Paraguay; 5 de abril de 1981) es un exfutbolista paraguayo. Jugaba de delantero.

## Trayectoria
Sus inicios como futbolista fueron en el club paraguayo Club General Díaz de la Segunda división paraguaya denominada División Intermedia.en el año 2002.
Debutó en la primera división en el año 2004 con el Club 2 de Mayo.
En 2006 estuvo en el Club Atlético Candelaria de Argentina sin llegar a jugar ningún encuentro.
En el primer semestre de 2007, militó en Colo-Colo de Chile, con el cual ganó el Torneo de Apertura de ese año. En el segundo semestre del mismo año, Giménez retorna a Paraguay, para vestir la camiseta del Olimpia.
En enero de 2009 se le presenta una nueva oportunidad para jugar en el exterior, esta vez en Colombia, donde es adquirido por el Deportivo Pereira donde anotó 12 goles (10 en Categoría Primera A y 2 en Copa Colombia en 36 partidos, a pesar de una buena campaña sale del club matecaña a comienzos de 2010 para ir de nuevo a su país natal, pero una oferta lo hizo regresar a Colombia.
Regreso al país Cafetero para jugar con el Independiente Medellín. Se destacó marcando tres goles en la goleada 7-1 sobre Envigado F.C. en el Torneo Apertura 2010 además de jugar 5 partidos de la Copa Libertadores 2010 y 2 de la Copa Colombia sumando 24 encuentros entre todas las competiciones anotó 9 goles.
Después del buen desempeño en el 'Poderoso', se convirtió en el nuevo delantero del Deportivo Cali de Colombia como refuerzo para el Torneo Finalización del 2010 en Colombia. El 12 de febrero de 2011 Edison se desliga del Deportivo Cali habiendo anotado tan solo 2 goles (1 en Primera División y el restante en octavos de final de la Copa Colombia 2010.
Desde el 14 de febrero de 2011 se convirtió en el décimo refuerzo de Sportivo Luqueño. Para encarar el Apertura 2011.
En enero de 2012 regresa al fútbol colombiano para jugar con La Equidad. y para 2013 se vincula con Rionegro Águilas donde de allí parte al Nacional Potosí del fútbol Boliviano donde jugó 1 temporada y regreso a Colombia volviendo al Deportivo Pereira luego de 4 años, habiendo anotado 14 goles en 2 años nuevamente cambia de club teniendo su 6ª experiencia en Colombia fichando con el Unión Magdalena donde anotó 5 goles en el año 2016, a final del año se conoce su no continuidad con el Ciclón Bananero.

## Clubes
| Club                     | País                | Año                 | Partidos | Goles' |
| ------------------------ | ------------------- | ------------------- | -------- | ------ |
| Club General Diaz        | Paraguay            | 2001-2002           | 21       | 11     |
| 2 de Mayo                | Paraguay            | 2004-2006           | 71       | 27     |
| Club Atlético Candelaria | Argentina           | 2006                | 0        | 0      |
| Colo-Colo                | Chile               | 2007                | 20       | 3      |
| Olimpia                  | Paraguay            | 2007-2008           | 50       | 16     |
| Deportivo Pereira        | Colombia            | 2009                | 36       | 12     |
| Independiente Medellín   | Colombia            | 2010                | 24       | 9      |
| Deportivo Cali           | Colombia            | 2010-2011           | 14       | 2      |
| Sportivo Luqueño         | Paraguay            | 2011                | 14       | 2      |
| Imbabura SC              | Ecuador             | 2011                | 9        | 0      |
| La Equidad               | Colombia            | 2012                | 25       | 2      |
| Rionegro Águilas         | Colombia            | 2013                | 6        | 0      |
| Nacional Potosí          | Bolivia             | 2013-2014           | 26       | 1      |
| Deportivo Pereira        | Colombia            | 2014 - 2015         | 55       | 14     |
| Unión Magdalena          | Colombia            | 2016 - 2017         | 21       | 5      |
| Total en su carrera      | Total en su carrera | Total en su carrera | 392      | 104    |

## Estadísticas en Colombia
- Actualizado el 22 de marzo de 2017.

| Competición          | Partidos | Goles | Promedio |
| -------------------- | -------- | ----- | -------- |
| Primera División     | 75       | 21    | 0.28     |
| Segunda División     | 70       | 13    | 0.19     |
| Copa Colombia        | 25       | 15    | 0.60     |
| Cuadrangular Ascenso | 3        | 2     | 0.67     |
| Serie de Promoción   | 1        | 0     | 0.00     |
| Copa Libertadores    | 5        | 0     | 0.00     |
| Copa Sudamericana    | 1        | 0     | 0.00     |
| Total FPC            | 180      | 49    | 0.27     |

## Palmarés

### Campeonatos nacionales
| Título          | Club           | País     | Año  |
| --------------- | -------------- | -------- | ---- |
| Torneo Apertura | Colo-Colo      | Chile    | 2007 |
| Copa Colombia   | Deportivo Cali | Colombia | 2010 |